# Maximilian Schantl
Maximilian Schantl (* 4. Oktober 1901 in Graz; † 30. November 1978) war ein österreichischer Verwaltungsjurist.
Schantl promovierte zum Dr. jur. Ab 1950 war er Generalsekretär und von 13. Jänner 1955 bis 31. Dezember 1966 Generaldirektor der Österreichischen Bundesbahnen (ÖBB).
Er war von 1951 bis 1972 Präsident der Österreichische Verkehrswissenschaftliche Gesellschaft.

## Ehrungen
- 1958: Großes Verdienstkreuz mit Stern der Bundesrepublik Deutschland